# Пилипенда
Пилипенда је приповијетка Симе Матавуља. Први пут је (са поднасловом: „Из горње Далмације") објављена у мостарској „Зори“, 1901. године, а потом је уврштена у збирку „С мора и с планине“. „Пилипенда“ говори о тешком животу сиромашног српског православног сељака, који не жели прећи у другу вјеру, иако би му то помогло да лакше преброди тешку економску ситуацију у којој се налази. Приповијетка је базирана на историјским чињеницама, односно на унијаћењу Срба у Петровом пољу (Далмација), које се одиграло у 19. вијеку, почевши од 1832. године, у селу Кричке. Оригинална верзија из 1901. године, била је мало другачија од садашње, пре свега због навођења села Кричке као места радње, што је касније промењено у село К.

## Радња
Радња је смјештена у селу К. у Петровом пољу, 1843. године. Село К. је насељено само православцима, од којих су се неки већ уписали у „царску вјеру“, односно постали унијати (гркокатолици). У центру села се налази мала православна црква, док се огромна унијатска гради на крају села. Зима је и влада глад међу становништвом, због изузетно слабе љетине. Среска власт дијели жито народу. Католици добијају на почек (отплаћују након нове љетине), док православци добијају на поклон, под условом да постану унијати. 
Пилип Баклина (Пилипенда) је сиромашан сељак, који живи са женом Јелом, а два сина су му отишла на рад у Приморје. Има старог магарца Куријела, двије кокоши и пијевца. Због тешке ситуације, одлучује да прода у граду (Дрниш) једну кокош (Пиргу) и креће на пут с магарцем. Успут се појављује локални мјештанин, унијат Јован Кљако. Он наговара Пилипенду да слиједи његов примјер и да ће му тако бити лакше. На то Пилипенда одговара: „Ја се уздам у мога српскога Риста! Ако ће ми помоћи, хвала му, ако неће и онда му хвала, јер ми је све дао, па ми све може и узети, и душу!“ Свађа између њих се умало претвара у тучу. Јован Кљако бјежи, а Пилипенда из бијеса удари штапом магарца Куријела, након чега се посрами и заплаче.